# ماجد الصباح
الشيخ ماجد جابر الحمود الصباح (12 نوفمبر 1968) رجل أعمال، كويتي، وحفيد أمير الكويت العاشر. وأحد المؤثرين العرب، وواحد من أهم ثلاثة أشخاص من بين أكثر الشخصيات تأثيرا في العالم على مواقع التواصل الاجتماعي، أطلقت عليه مجلة تايم «شيخ الموضة»، جامع للفن المعاصر مؤسس شركة «فيلا مودا»، الرئيس التنفيذي ورئيس مجلس الإدارة لفيلا مودا لايف ستايل، وهاو للأزياء والموضة والتصميم. أحد أبرز المؤثرين في المجتمع الخليجي يستخدم وسائل الإعلام الرقمي الجديد لبث ونشر رسائل تعريفية وتوعوية وتعليمية من خلال برامج التواصل الاجتماعي مثل الانستغرام وسناب شات.

## النسب
ماجد بن جابر بن حمود بن جابر بن مبارك بن صباح بن جابر بن عبد الله بن صُباح الأول.

## نبذة
الشيخ ماجد حاصل على بكالوريوس أدب إنجليزي من جامعة الكويت، عضو مجلس أمناء المراكز الثقافية ورئيس مجلس إدارة وعضو منتدب سابق لشركة فيلا مودا لايف ستايل.
وعضو مجلس إدارة شركة التمدين العقارية، والرئيس التنفيذي لـ "360" ومؤسس "تي أف كي

## تواصل اجتماعي
تمكّن ماجد من بناء شبكة اجتماعية في مواقع التواصل الاجتماعي خلال فترة قصيرة من بداية مسيرته مع برامج الانستغرام، ومن ثم سناب شات، وذلك عبر مشاركة متابعيه يومياته بكل تلقائيه، بدون وجود أي أعداد مسبق أو خطة واضحة لكيفية تقديم نفسه إلى الجمهور.
نالت مشاركاته شهرة واسعة وحققت ردة فعل غير متوقعة في منطقة الخليج العربي والعالم. واستطاع أن يصل إلى عقول الناس وقلوبهم بسرعة كبيرة من خلال طاقته الإيجابية، التي يبثها للناس عبر مقاطع الفيديو التي يشاركها مع متابعيه عبر حسابه الخاص في سناب شات، والتي تحمل في طياتها متعة السفر والتعرف على أماكن جديدة، مدعومة بمعلومات مفيدة عن المواضيع المختلفة والفريدة التي يطرحها حول البلاد التي يزورها.
حظي في الأسبوع الأول من فتحه للحساب على أكثر من 35 ألف متابع، ثم تصاعد عدد المتابعين ليصبح أكثر من مليون متابع في غضون أسابيع معدودة. ولآقى أحد مقاطع الفيديو التي نشرها في أغسطس 2015 أكثر من 4 ملايين مشاهدة، وهذا يعادل ما يقارب من 25% من مجمل مشاهدات سناب شات حول العالم. فيما لآقت جملته الشهيرة «الخير مقبل» والتي عادة ما ينهي بها مشاركاته صدى كبيرا ومؤثرا.

## أعمال تجارية
دخل عالم الموضة من أوسع الأبواب وقام بافتتاح دور الموضة في الكويت، اقتحم عالم العطور في العام 2005، عبر أطلاق عطر (TFK)، وعطر (Self Portrait) تاركا بصمة كبيرة في عالم العطور. والموضة والأزياء، يمتلك سلسلة من المتاجر الفاخرة في دول الخليج العربية، صممت من قبل مهندسين معماريين عالميين وبتقنيات متطورة وحديثة، نقلت مفهوم التسوق الفاخر إلى اٌقصى حدود الفخامة. توسعت أعمالة حول العالم، فافتتح متاجر لابارنيز في نيويورك، والكويت والبحرين، ولندن. وتصدر عطوره التي يقوم بتركيبها في الكويت في كل من الولايات المتحدة الأمريكية وأوروبا.
أيضا، هو مؤسس وناشر مجلة الجمال العربي «ألف» (Alef). وهي المجلة الأولى من نوعها باللغة الإنجليزية والتي تستهدف نساء الشرق الأوسط، وكذلك المستهلكين في أسواق مجلات الموضة في نيويورك ولندن وباريس.

## المشاركات
- متحدث في قمة رواد التواصل الاجتماعي العرب (ASMIS)، والتي أقيمت في 2 مارس 2015 دبي، برعاية الشيخ محمد بن راشد آل مكتوم.[13][28][29][30]
- متحدث في ملتقى الإعلام الرقمي الثالث (شوف) والذي أقيم في مدينة جدة السعودية بتاريخ 15 نوفمبر 2015 م.[31]

## الحياه الأسرية
والدته هي الشيخة أمثال الأحمد الجابر الصباح ابنة أمير الكويت العاشر الشيخ أحمد الجابر الصباح. وخاله الشيخ مشعل الأحمد الجابر الصباح أمير دولة الكويت.

### الأخوات
- الشيخة بيبي جابر الحمود الصباح.
- الشيخة مشاعل جابر الحمود الصباح.
- الشيخة عالية جابر الحمود الصباح.
- الشيخة ماجدة جابر الحمود الصباح.

## الأبناء
- الشيخة مريم
- الشيخة فضيلة
- الشيخة نورة

## وصلات خارجية
- Majed Al Sabah - CNN مقابلة مع سي إن إن
- مجلة الجمال «الف» (Alef)